# Chiesa di Santa Filomena (Baricella)
La chiesa di Santa Filomena è la parrocchiale a Passo Segni, frazione di Baricella nella città metropolitana di Bologna. Appartiene al vicariato di Galliera dell'arcidiocesi di Bologna e risale al XIX secolo.

## Storia

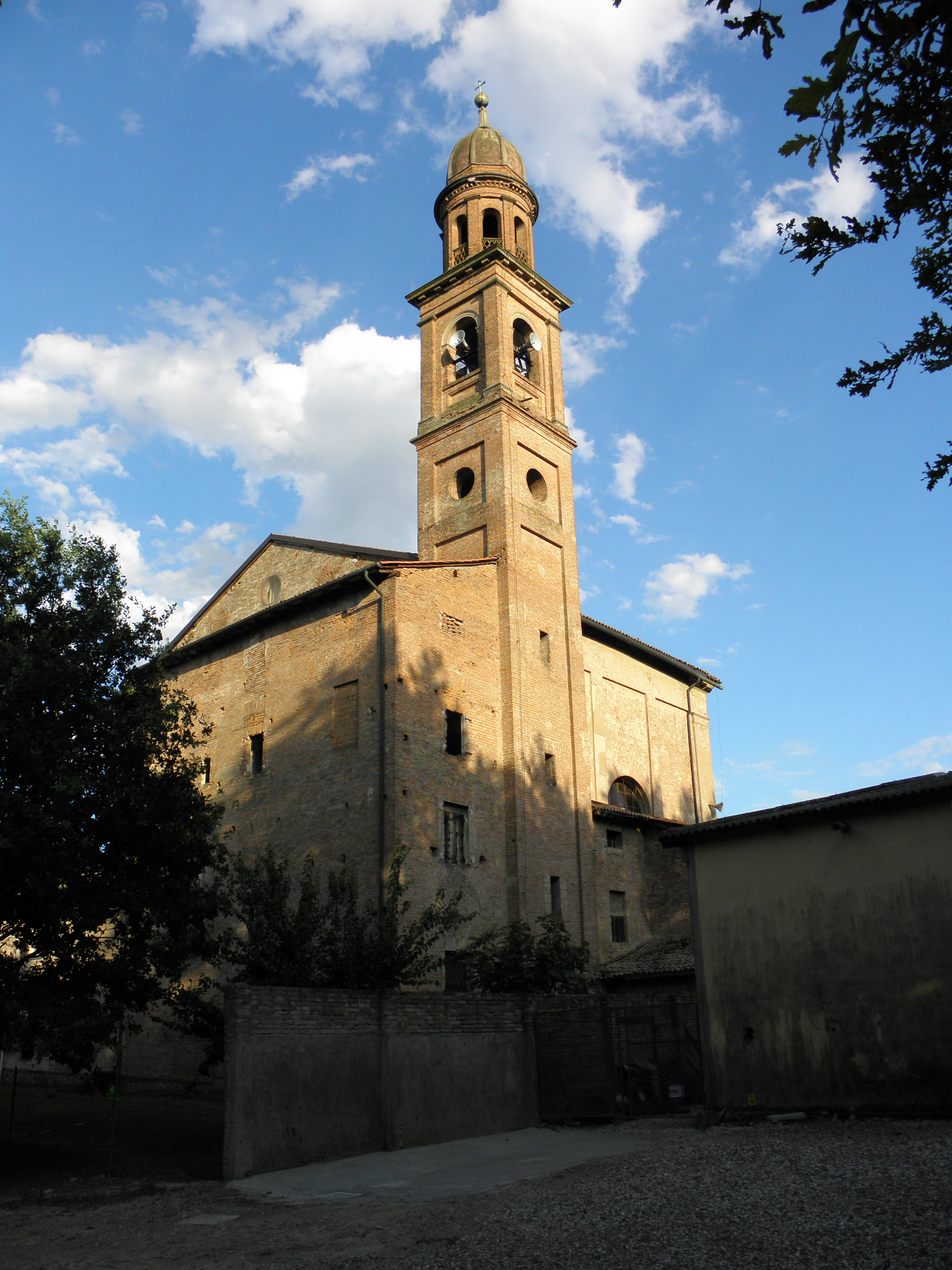
Parte absidale e torre campanaria.

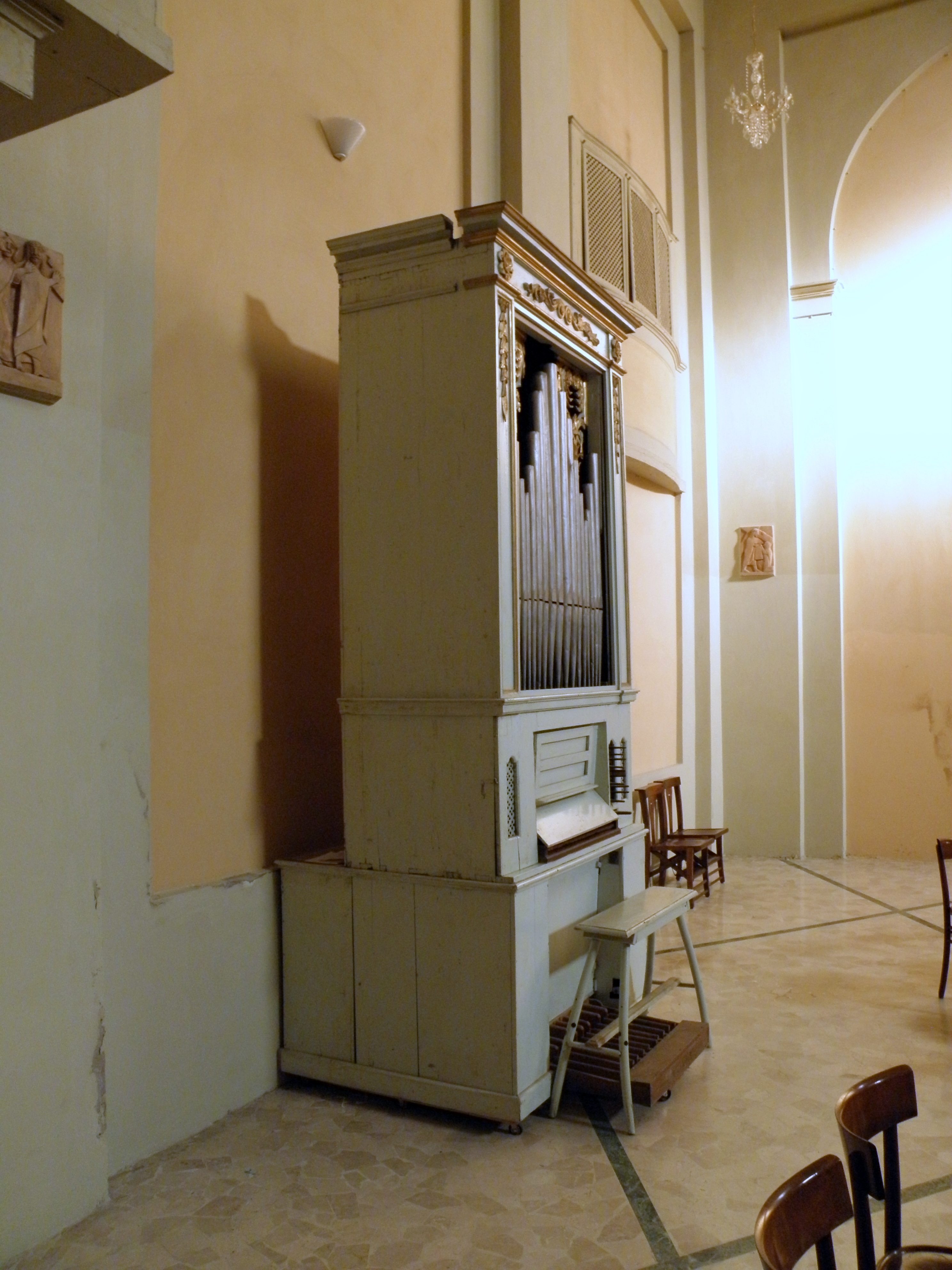
Piccolo organo nella sala.

Sino al 1840 la piccola frazione Passo Segni non aveva un suo luogo di culto e la popolazione doveva recarsi alla parrocchiale del comune di Baricella. Antonio Persichelli da Cremona offrì di farla costruire in una sua tenuta da poco ottenuta dai conti Segni e inizialmente non fece che ingrandire una preesistente piccola cappella nobiliare. In breve l'edificio venne ampliato, il suo orientamento venne ruotato perpendicolarmente e fu dotato di torre campanaria, canonica ed abitazione per il campanaro. Dopo questi primi lavori, ultimati nel 1843, attorno al 1856 l'edificio fu oggetto di interventi importanti che riguardarono la copertura del tetto. Nel 1859 il luogo entrò a far parte delle disponibilità del conte Antonio Galeazzo Malvasia della Serra.
Poco prima della metà del XX secolo la chiesa venne restaurata, in particolare i lavori riguardarono le due cappelle poste nella zona del presbiterio e la pavimentazione. Nello stesso momento vennero ritinteggiati interni ed esterni e il catino absidale fu arricchito di decorazioni a tempera. Tra il 1963 e il 1974 fu necessario rifare la pavimentazione, e stavolta fu utilizzato marmo. Gli ultimi lavori vennero eseguiti attorno al 1975 quindi, nel 1994, la chiesa fu definitivamente affidata alla parrocchia di Santa Filomena, divenendone sede.

## Descrizione

### Esterno
La chiesa è situata nella frazione di Passo Segni al confine con la provincia di Ferrara, sulla sinistra dell'argine del fiume Reno. Strutturalmente è formata da un complesso che comprende l'edificio della chiesa, la canonica, la torre campanaria ed una abitazione adibita ad alloggio per il campanaro. La facciata a capanna neoclassica è tripartita verticalmente e suddivisa in due ordini, sormontati dal grande frontone triangolare. Il portale di accesso è architravato e sopra, al centro del prospetto, si apre una grande finestra lunettata che porta luce alla sala. La torre campanaria, che si trova in posizione arretrata sulla sinistra, inglobata nell'edificio è considerata una delle più belle della provincia bolognese.

### Interno
L'interno è a navata unica con volta a crociera. Il presbiterio è leggermente rialzato e la pianta absidale è semicircolare.
La pala posta sull'altare maggiore è attribuita alla scuola di Guido Reni.